# Kobophenol A

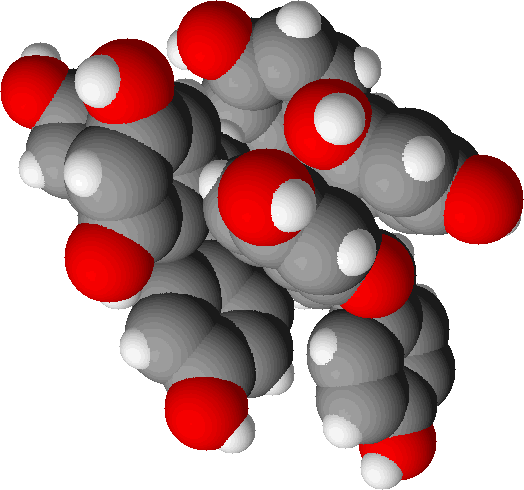
3D-Struktur von Kobophenol A

Kobophenol A ist ein Stilben-Tetramer. Es kann aus Chinesischem Erbsenstrauch (Caragana sinica) isoliert werden.
Bei der Acetylcholinesterase wies es eine hemmende Wirkung auf.
Eine durch Säure katalysierte Epimerisierung von Kobophenol A zum Epimer Carasinol B kann in vitro durchgeführt werden.